# Torymus helveticus
Torymus helveticus är en stekelart som beskrevs av Graham och Gijswijt 1998. Torymus helveticus ingår i släktet Torymus och familjen gallglanssteklar.
Artens utbredningsområde är:
- Tjeckien.
- Schweiz.

Inga underarter finns listade i Catalogue of Life.